# Beni Hassán
Beni Hassán (en árabe: بني حسان‎, en lenguas bereberes: ⴱⵏⵉ ⵃⵙⵙⴰⵏ, en francés: Bni Hassan) es una localidad marroquí perteneciente al municipio de Abdelghaya Souahel, en la región de Tánger-Tetuán-Alhucemas. Desde 1912 hasta 1956 perteneció a la zona norte del Protectorado español de Marruecos.